# Михаил Чохаджиев
Михаил Доброславов Чохаджиев е български археолог — специалисти по праистория, работил през втората половина на 70-те години и първата половина на 80-те години на ХХ-ти век. Той е ръководител на археологическите разкопки на праисторическите селища при село  Гълъбник и това в град Перник. Откривател е на раннонеолитна „Западнобългарска култура с рисувана керамика“.

## Биография
Михаил Чохаджиев е роден през 1948 година в град Горна Оряховица. Има по-малък брат Стефан който също е археолог.
През 1972 г завършва висшето си образование във Великотърновският университет. След завършването е преразпределен за работа в тогавашния “Окръжен исторически музей” град Кърджали. Участва в археологическите разкопки на тракийската крепост Вишеград, праисторическите селища в Кърджали и това при софийското село Чавдар.
През 1975 година Чохаджиев е преразпределен за работа в Окръжен Исторически музей Перник и веднага започва изключително тежките спасителни теренни проучвания  на раннонеолитното селище, открито при строежа на хокейна площадка в пернишкия квартал  Ленин (днешният квартал Изток). Въпреки тежките зимни условия Михаил Чохаджиев провежда прецизни археологически проучвания и открива раннонеолитната култура, която по късно нарича „Западнобългарска култура с рисувана керамика“. Михаил Чохаджиев определя трите и хронологически фази, от които първа е с бялорисувана керамика, втората — с тъмнорисувана керамика (има две подфази – с червена рисунка и с черна рисунка ) и трета — с полихромно рисувана керамика. След преждевременната му смърт през 1985 г. изследванията на праисторическите култури от басейна на река Струма са продължени от брат му Стефан Чохаджиев.
- През 1977 година провежда разкопки в село Прибой. Там проучва средновековен некропол и единствения запазен раннонеолитен хоризонт.
- През 1978 и 1980 година провежда археологически разкопки на "Могилата в гр. Перник" до жп спирка Метал в Перник, където разкрива средновековен и късноантичен некропол, чиито гробни ями нарушават селище от Късния неолит.
- През 1979 започва мащабните археологически разкопки на раннонеолитното селище Могилата в местността Гюрица на река Блато при село Гълъбник. До смъртта си през 1985 година Михаил Чохаджиев остава техен ръководител. Това е и обектът, с който винаги ще се свързва неговото име.  Прецизното проучване на  Гълъбник ни предоставя интересни и важни данни за ранния и средния Неолит по поречието на река Струма. Те са от изключително значение и за праисторията на Югоизточна Европа и на средиземноморския басейн.[3] За съвместна работа Михаил Чохаджиев успява да привлече като съ-ръководител един от най-изявените праисторици в Европа – словашкия археолог Юрай Павук[4].[5]
- През 1981 — 1982 година Михаил Чохаджиев е куратор на голямата националната изложба „Новокаменната епоха в България“ (Jungsteinzeit in Bulgarien), която за първи път представя праисторически находки от България в редица музеи в Германия.

Посмъртно са публикувани отделни части от неговата научна разработка на тема „Периодизация и синхронизация на ранния неолит в България“. 
Михаил Чохаджиев почива на 25 февруари 1985 год на 37 години. Безспорно е, че въпреки краткият си живот той оставя незаличима следа в българската праистория.

## Публикации
- Разкопки на средновековния некропол в двора на църквата Св. Богородица в с. Прибой, Пернишки окръг. — ХIII НАК Видин, Археологически разкопки и открития през 1977 г., София 1978
- Селищa от ранния неолит в Пернишки окръг. — Thracia Antiqua 3, 1978, 29–41
- Разкопки на праисторическото селище в кв. Ленин на гр. Перник“. — XXV НАК Хасково, Археологически разкопки и открития през 1979 г., София 1980
- Неолитни антропоморфни фигурки от долината на Горна Струма. — Изкуство 9–10, 1981, 73–77
- Jungsteinzeit in Bulgarien. Katalog. Wunsdorf 1981 (в савторство с Г. Георгиев, Х. Тодорова и И. Вайсов)
- Epee de bronze du village Smirov dol, department de Pernik. — Studia Praehistorica, 5-6, 1981, 146-149
- Die Ausgrabungen der neolithischen Siedlung in Pernik. — Nachrichten Niedersachsens Urgeschichte 52, 1983, 26–69.
- Neolithische Tellsiedlung bei Galabnik in Westbulgarien. — Slovenska Archeologia 32/1, 1984, 195-228 (в съавторство с J. Pavuk)
- Културни връзки на „Западно Българската култура с рисувана керамика. — В: Юбилеен сборник на Историческия факултет на Великотърновския университет, Велико Търново 1985, 5–24
- Първите обитатели по долината на река Струма. — В: Струма 2, София 1985, 131-138
- Средновековен некропол в двора на църквата „Света Богородица“ в с. Прибой, Пернишки окръг (в съавторство със Славчо Чолаков). — Приноси към българската археология, т.ІІІ-ІV, Издателство Агато (ISBN 978-954-8761-72-7)
- Проучване на раннонеолитното селище край с. Прибой, Пернишки окръг. — Археология 1986/3, 41–49.
- Состояние исследований раннего неолита в Западной Болгарии. — Studia Praehistorica 9, 1988, 54–67.
- Ранният неолит в Западна България: поява, развитие, контакти. — Известия на Исторически музей Кюстендил 2, 1990, 5–22.